# Gansu
Gansu (wymowaⓘ; chiń. upr. 甘肃; chiń. trad. 甘肅; pinyin Gānsù; Wade-Giles Kan-su) – północno-zachodnia prowincja ChRL. Znajduje się pomiędzy prowincją Qinghai, regionem autonomicznym Mongolia Wewnętrzna i płaskowyżem Huangtu. Od północy graniczy z Mongolią. Jej południową część przecina Rzeka Żółta. Populacja Gansu wynosi 25 mln (2020), w tym – największy w Chinach odsetek mniejszości Hui. Stolica, Lanzhou, znajduje się w południowo-zachodniej części prownicji.

## Geografia
Południowo-wschodnia część prowincji obejmuje zewnętrzne rejony Wyżyny Tybetańskiej i część gór Qin Ling. Jest to silnie rozcięte dolinami rzek pogórze z najwyższymi szczytami przekraczającymi 5000 m n.p.m. Klimat tylko po południowej stronie gór Qin Ling jest zbliżony do podzwrotnikowego; tam też tylko występują lasy. Po północnej stronie gór panuje klimat suchy i silnie kontynentalny. Wysunięty na wschód kraniec prowincji wchodzi w obręb Wyżyny Lessowej. Południowo-wschodnia część Gansu jest słabo rozwinięta gospodarczo i pozbawiona większych miast. 
Tak zwany „korytarz Gansu” obejmuje cały pas przedgórzy Qilian Shan aż po granicę z Sinciangiem. Na południu granicę „korytarza” tworzą góry Qilian Shan, którymi biegnie granica z prowincją Qinghai, stanowiące zewnętrzne obrzeże Wyżyny Tybetańskiej. Przekraczają one w kulminacjach 6000 m n.p.m. Spływające z nich liczne lodowce stanowią źródła wielu rzek, nawadniających oazy „korytarza”. Od północy „korytarz” ograniczają pustynne góry Bei Shan i Langshao Shan. Tym ostatnim pasmem biegnie najdalsze północno-zachodnie zakończenie Wielkiego Muru. „Korytarz Gansu” jest łańcuchem oaz, bazujących na wodach rzek Egin Gol, Shule He i innych, spływających z lodowców Qilian Shan i ginących w piaskach pustyni Ałaszan. 
Sztuczne nawadnianie jest konieczne ze względu na suchy, pustynny klimat. Rolnictwo ma znaczenie tylko w dolinach rzek; poza tym istnieje hodowla owiec i jaków. Uprawia się pszenicę, proso, jęczmień, kukurydzę oraz małe ilości ryżu. Wartościowe pod względem krajobrazowym obszary na pogórzu pasma Qilian Shan objęte zostały ochroną w Narodowym Parkiem Geologicznym Zhangye Danxia. Na północ od „korytarza Gansu” aż do granicy państwowej z Mongolią rozciąga się pustynna i prawie bezludna Wyżyna Ałaszan. Rzadkie osadnictwo skupione jest tylko wzdłuż dolnego biegu rzeki Egin Gol, która rozgałęzia się na dwa ramiona i kończy swój bieg w pobliżu granicy z Mongolią, w słonym jeziorze Gashun Nuo’er.

## Podział administracyjny
| Mapa                        | Lp.       | Nazwa          | Chiński                 | Hanyu pinyin        | Siedziba |
| --------------------------- | --------- | -------------- | ----------------------- | ------------------- | -------- |
|                             |           |                |                         |                     |          |
| — Prefektury miejskie —     |           |                |                         |                     |          |
| 1                           | Jiuquan   | 酒泉市         | Jiǔquán Shì             | Dzielnica Suzhou    |          |
| 2                           | Jiayuguan | 嘉峪关市       | Jiāyùguān Shì           | Jiayuguan           |          |
| 3                           | Zhangye   | 张掖市         | Zhāngyè Shì             | Dzielnica Ganzhou   |          |
| 4                           | Jinchang  | 金昌市         | Jiǔquán Shì             | Dzielnica Jinchuan  |          |
| 5                           | Wuwei     | 武威市         | Wǔwēi Shì               | Dzielnica Liangzhou |          |
| 6                           | Baiyin    | 白银市         | Báiyín Shì              | Dzielnica Baiyin    |          |
| 7                           | Lanzhou   | 兰州市         | Lánzhōu Shì             | Dzielnica Chengguan |          |
| 10                          | Dingxi    | 定西市         | Dìngxī Shì              | Dzielnica Anding    |          |
| 11                          | Longnan   | 陇南市         | Lǒngnán Shì             | Dzielnica Wudu      |          |
| 12                          | Tianshui  | 天水市         | Tiānshuǐ Shì            | Dzielnica Qinzhou   |          |
| 13                          | Pingliang | 平凉市         | Píngliàng Shì           | Dzielnica Kongtong  |          |
| 14                          | Qingyang  | 庆阳市         | Qìngyáng Shì            | Dzielnica Xifeng    |          |
| — Prefektury autonomiczne — |           |                |                         |                     |          |
| 8                           | Linxia    | 临夏回族自治州 | Línxià Huízú Zìzhìzhōu  | Linxia              |          |
| 9                           | Gannan    | 甘南藏族自治州 | Gānnán Zāngzú Zìzhìzhōu | Hezuo               |          |